# Акербом, Марсел
Марсел Акербом (нидерл. Marcel Akerboom; род. 28 октября 1981 или 18 октября 1981, Лейден, Нидерланды) — нидерландский тренер, футболист, завершивший игровую карьеру, выступал на позиции защитника. Воспитанник амстердамского «Аякса». На взрослом уровне дебютировал в составе «Фортуны», играл также за «Зволле», «Харлем» и «Нордвейк».

## Карьера
Акербом начинал футбольную карьеру в клубе «Нордвейк», а с 1994 года играл за юношеский состав амстердамского «Аякса», позже вызывался в юношескую сборную Нидерландов до 18 лет.
В конце марта 2000 года «Аякс» объявил о переходе Марсела в «Фортуну». С клубом он подписал 5-летний контракт. В чемпионате Нидерландов Акербом дебютировал 26 августа в домашнем матче против «Херенвена», выйдя на замену уже на 15-й минуте встречи. Матч завершился поражением «Фортуны» со счётом 0:2. В дебютном сезоне 19-летний защитник провёл в Эредивизи 15 матчей, а также сыграл две игры в Кубке Нидерландов и три в плей-офф чемпионата страны.
По итогам сезона «Фортуна» избежала вылета в первый дивизион, но год спустя клуб всё же занял последнее место в чемпионате сезона 2001/02. В первом дивизионе Марсел за четыре сезона отыграл 110 матчей и забил 2 гола.
В марте 2006 года Марсел перешёл в клуб «Зволле», а спустя сезон, в июле 2007 года он стал игроком «Харлема». За три сезона Акербом сыграл 87 матчей и забил 2 гола, а после банкротства «Харлема» в феврале 2010 года он перешёл в свой бывший клуб «Нордвейк», выступавший в любительской лиги Хофдклассе. В сезоне 2010/11 его команда смогла выйти в Топклассе, а также дойти до четвертьфинала Кубка Нидерландов, в котором уступила «Валвейку» с разгромным счётом 6:0.

## Статистика выступлений
| Клуб             | Сезон            | Чемпионат Нидерландов1 | Чемпионат Нидерландов1 | Кубок Нидерландов | Кубок Нидерландов | Итого | Итого |
| Клуб             | Сезон            | Игры                   | Голы                   | Игры              | Голы              | Игры  | Голы  |
| ---------------- | ---------------- | ---------------------- | ---------------------- | ----------------- | ----------------- | ----- | ----- |
| Фортуна          | 2000/01          | 15 / +32               | 0                      | 2                 | 0                 | 20    | 0     |
| Фортуна          | 2001/02          | 28                     | 1                      | 4                 | 0                 | 32    | 1     |
| Фортуна          | 2002/03          | 16                     | 0                      | 3                 | 0                 | 19    | 0     |
| Фортуна          | 2003/04          | 34                     | 0                      | 2                 | 0                 | 36    | 0     |
| Фортуна          | 2004/05          | 32                     | 1                      | 2                 | 0                 | 34    | 1     |
| Фортуна          | 2005/06          | 28                     | 1                      | 1                 | 0                 | 29    | 1     |
| Фортуна          | Итого            | 153 / +3               | 3                      | 14                | 0                 | 170   | 3     |
| Зволле           | 2006/07          | 31                     | 1                      | 1                 | 0                 | 32    | 1     |
| Зволле           | Итого            | 31                     | 1                      | 1                 | 0                 | 32    | 1     |
| Харлем           | 2007/08          | 34                     | 1                      | 0                 | 0                 | 34    | 1     |
| Харлем           | 2008/09          | 37                     | 1                      | 0                 | 0                 | 37    | 1     |
| Харлем           | 2008/09          | 16                     | 0                      | 0                 | 0                 | 16    | 0     |
| Харлем           | Итого            | 87                     | 2                      | 0                 | 0                 | 87    | 2     |
| Нордвейк         | 2010/11          |                        |                        | 5                 | 1                 | 5     | 1     |
| Нордвейк         | 2011/12          | 18                     | 1                      | 2                 | 0                 | 20    | 1     |
| Нордвейк         | 2012/13          | 27                     | 0                      | 1                 | 0                 | 28    | 0     |
| Нордвейк         | 2013/14          | 11                     | 0                      | 2                 | 0                 | 13    | 0     |
| Нордвейк         | Итого            | 56                     | 1                      | 10                | 1                 | 66    | 2     |
| Всего за карьеру | Всего за карьеру | 327 / +3               | 7                      | 25                | 1                 | 355   | 8     |

1 ↑ Высший и Первый дивизион Нидерландов, Топклассе.
2 ↑ +3 — плей-офф чемпионата Нидерландов.